# Michel Bon
Michel Bon (* 9. September 1944 in Saunières; † 19. Februar 1969 in Villeneuve-Loubet) war ein französischer Radrennfahrer.

## Sportliche Laufbahn
Bon war im Straßenradsport aktiv. Er gewann die Rennen Dijon–Auxonne–Dijon 1966, Circuit de Saône-et-Loire 1967 und Circuit de Côte-d’Or 1968. Etappensiege holte er bei Paris–Luxemburg, in der Tour de l’Yonne und in der Tour de São Paulo (zweifach) 1968. 1969 wurde er Berufsfahrer.
Er starb gemeinsam mit seinem Teamkollegen Jean-Pierre Ducasse durch einen Defekt in der Gasleitung ihres Hotelzimmers im Trainingslager, bei dem beide eine Gasvergiftung erlitten.